# ヴェネジャン
ヴェネジャン（仏: Vénéjan）は、フランスのオクシタニー地域圏、ガール県のコミューン。

## 地理
北東で二又に分かれていたローヌ川が合流する。西では国道86号線が南北に走り、南には小山がある。北東でモルナと、東でサン＝テティエンヌ＝デ＝ソールと、南西でバニョール＝シュル＝セーズと、西でサン＝ナゼールとそれぞれ接する。

## 行政
- 首長 - ベルナール・ユゲトー（Bernard Ughetto、2008年3月から）
- 前首長 - ジュヌヴィエーヴ・ボーメ（Geneviève Beaumet、2001年3月から2008年3月）

議会は首長を含め、14人で構成される。

## 人口の推移[1]
| 1962 | 1968 | 1975 | 1982 | 1990 | 1999 | 2006 | 2007 | 2008 |
| ---- | ---- | ---- | ---- | ---- | ---- | ---- | ---- | ---- |
| 427  | 484  | 610  | 778  | 924  | 1044 | 1144 | 1158 | 1173 |